# Ed Oliver
Edward Oliver (* 12. Dezember 1997 in Houston, Texas) ist ein US-amerikanischer American-Football-Spieler auf der Position des Defensive Tackles. Er spielt für die Buffalo Bills in der National Football League (NFL). Im NFL Draft 2019 wurde er in der ersten Runde an 9. Position von den Buffalo Bills ausgewählt.

## Leben
Ed Oliver wuchs als Sohn des Bauarbeiters Ed Oliver Senior und dessen Frau Dana Baker in Houston (Texas) auf. Bevor sein Bruder Marcus ihn für den Footballsport begeisterte, gehörte seine Leidenschaft den Pferden, insbesondere seinem Pferd Oreo, das zu zähmen der junge Ed sich zur Aufgabe gemacht hatte. Im Hinblick auf seine Football-Karriere sagte er darüber während des NFL Combine 2019 “It’s a walk in the park after you’ve fought with a 1,000-pound animal,[…] I ain’t worried about no 300 pounds.” (Ed Oliver: zitiert in der New York Times online, 1. April 2019, deutsch: „Es ist ein Spaziergang im Park, wenn man mit einem 1.000 Pfund schweren Tier gekämpft hat,[…] ich mache mir keine Sorgen über 300-Pfund-O-Liner.“)

## Frühe Jahre
Ed Oliver besuchte die Westfield High School in Houston, wo er bereits als Sophomore als  Defensive Newcomer of the Year seines Distrikts ausgezeichnet wurde. Als Senior kam er auf 83 Tackles, davon 20 Tackles for Loss, und neun Sacks. Obwohl er nach der Highschool als 5-Sterne-Talent eingestuft worden war und zahlreiche namhafte Colleges, darunter die LSU, um ihn warben, entschied er sich zur Überraschung vieler Experten für die heimische University of Houston, um für das dortige Team der Houston Cougars zu spielen. Grund dafür war seine starke Bindung zu seiner Familie und zu seinem älteren Bruder Marcus, der sich dort bereits einen Namen als Offensive Lineman gemacht hatte.

## College
Bereits in seinem ersten Jahr am College etablierte sich Oliver als Stammspieler, startete in allen 12 Spielen und gewann als erster Freshman überhaupt die Bill Willis Trophy für den besten Defensive Lineman. Mit 23 Tackles for Loss verzeichnete er 2016 den zweitbesten Wert innerhalb der ACC. In allen drei Saisons für die Houston Cougars wurde er in das First Team All American der ACC gewählt. Oliver, der zuletzt als Nose Tackle eingesetzt worden war, wurde vor dem NFL Draft 2019 u. a. von einigen Experten aufgrund seiner Schnelligkeit und Physis mit Aaron Donald verglichen, allerdings wurde auch bemängelt, dass er möglicherweise nicht in jedes Verteidigungskonzept hineinpasse. Beim Draft wurde er schließlich als Gesamtneunter von den Buffalo Bills ausgewählt.

## NFL
In seiner Auftaktsaison 2019 wurde er von der PFWA (Pro Football Writers Association) in das NFL All-Rookie Team berufen. 2020 hatte er sich als Stammspieler etabliert und bestritt in dieser und der folgenden Saison alle Regular-Season-Spiele als Starter. Daraufhin zogen die Bills im April 2022 die Fünf-Jahres-Option und verlängerten seinen Vertrag bis 2024. Der Vertrag hatte ein Volumen von 19,5 Millionen US-Dollar mit einem Signing Bonus von 12,3 Millionen US-Dollar.
2022 verpasste Oliver die ersten drei Saisonspiele wegen einer beim Saisonauftakt erlittenen Knöchelverletzung, startete aber anschließend in allen verbliebenen Regular-Season-Spielen. Beim 28:25-Sieg gegen die Detroit Lions in Woche 12 gelangen ihm 6 Tackles, davon 2 Tackles for Loss, ein erzwungener Fumble, ein zurückeroberter Fumble und ein Sack an Jared Goff, der zu einem Safety führte. Daraufhin erhielt Oliver die Auszeichnung des AFC Defensive Player of the Week.
Auch 2023 war Ed Oliver unumstrittener Stammspieler auf der Position des Defensive Tackles. Er verpasste verletzungsbedingt nur ein Spiel und lief ansonsten in jedem Regular-Season-Spiel sowie in beiden Play-off-Spielen der Bills als Starter auf. Mit neun Tackles, davon fünf Solo-Tackles, verzeichnete er in Woche 5 gegen die Jacksonville Jaguars einen neuen Karriere-Bestwert. Als erstem Defensive Tackle seit 2019 gelang ihm am 31. Dezember 2023 eine Interception. Seine 9,5 Sacks am Ende der Saison waren ebenfalls Karrierehöchstwert. Mit bis dahin insgesamt 24,0 erzielten Sacks seit seinem Eintritt in die NFL führte er die Buffalo Bills in dieser Statistik an.
Am 3. Juni 2023 einigten sich die Bills mit Oliver auf eine weitere vierjährige Vertragsverlängerung über 68 Millionen US-Dollar, davon 45 Millionen garantiert.
Auch 2024 verpasste er nur die beiden Spiele in Woche fünf und sechs wegen einer Oberschenkelverletzung sowie das bedeutungslos gewordene Spiel in Woche 18 gegen die New England Patriots (die Bills waren bereits sicher für die Playoffs qualifiziert), lief aber ansonsten in allen weiteren Spielen als Starter auf das Feld. An die guten Statistikwerte der Vorsaison konnte er allerdings nicht anknüpfen.

### NFL-Statistiken
| Saison                             | Saison | Spiele | Spiele      | Tackles | Tackles | Tackles | Tackles | Interceptions | Interceptions | Interceptions | Interceptions | Interceptions | Fumbles | Fumbles | Fumbles |
| Jahr                               | Team   | Spiele | als Starter | Gesamt  | Solo    | Ast     | Sacks   | PD            | INT           | Yds           | Lng           | TD            | FF      | FR      | TD      |
| ---------------------------------- | ------ | ------ | ----------- | ------- | ------- | ------- | ------- | ------------- | ------------- | ------------- | ------------- | ------------- | ------- | ------- | ------- |
| 2019                               | BUF    | 16     | 7           | 43      | 24      | 19      | 5,0     | 2             | 0             | 0             | 0             | 0             | 1       | 0       | 0       |
| 2020                               | BUF    | 16     | 16          | 33      | 23      | 10      | 3,0     | 3             | 0             | 0             | 0             | 0             | 1       | 0       | 0       |
| 2021                               | BUF    | 17     | 17          | 41      | 29      | 12      | 4,0     | 3             | 0             | 0             | 0             | 0             | 1       | 0       | 0       |
| 2022                               | BUF    | 13     | 13          | 34      | 20      | 14      | 2,5     | 3             | 0             | 0             | 0             | 0             | 1       | 1       | 0       |
| 2023                               | BUF    | 16     | 16          | 51      | 34      | 17      | 9,5     | 3             | 1             | 0             | 0             | 0             | 1       | 0       | 0       |
| 2024                               | BUF    | 14     | 14          | 29      | 14      | 15      | 3,0     | 0             | 0             | 0             | 0             | 0             | 3       | 0       | 0       |
| Gesamt                             | Gesamt | 92     | 83          | 231     | 144     | 87      | 27,0    | 14            | 1             | 0             | 0             | 0             | 8       | 1       | 0       |
| Quelle: pro-football-reference.com |        |        |             |         |         |         |         |               |               |               |               |               |         |         |         |

## Pferdeliebhaber Ed Oliver
Bevor Oliver mit dem Football begann, gehörte seine große Leidenschaft den Pferden, obwohl sein Pferd Oreo es ihm nach eigener Aussage nicht leicht machte: „Dieses Pferd hat versucht, mich umzubringen. Ich mache keine Witze. Die Leute denken: ‚Oh, er macht nur Spaß, wenn er das sagt.‘ Nein, ich meine es ernst. Ich schwöre, dieses Pferd hat versucht, mich umzubringen, Bro’.“ Heute besitzt er vier Pferde.